# Agía Theodóti
Agía Theodóti, en grec moderne : Αγία Θεοδότη, est un village sur l'île d'Íos, dans les Cyclades, en Grèce.
Selon le recensement de 2011, la population du village compte douze habitants.